# Han Han
Han Han (韓寒, 韩寒, Hán Hán; Shanghai, 23 settembre 1982) è uno scrittore, musicista e produttore discografico cinese,  ma soprattutto è attualmente il blogger più famoso della Cina: il suo blog conta circa 300 milioni di accessi.
Con i suoi 6 romanzi Han è considerato ad oggi lo scrittore più letto in Cina. Il Time, nella sua classifica annuale delle persone più influenti, ad aprile 2010 provvisoriamente vedeva Han Han ottavo.

## Biografia
Figlio unico "per legge", per via del rigido controllo delle nascite messo in atto nel suo paese, pubblicò il suo primo testo, intitolato Unhappy Days (不快乐地混日子), quando ancora frequentava la scuola media. Ammesso alla scuola superiore Song Jiang n. 2 di Shanghai (上海市松江二中) grazie ai risultati sportivi, vinse un concorso letterario a livello nazionale con un saggio sul carattere nazionale della Cina ma fu bocciato al termine del primo anno di corso per insufficienza in sette materie. Il fatto di un vincitore di concorso nazionale giudicato non idoneo dalla scuola innescò sui media nazionali cinesi un dibattito sulla qualità del sistema educativo. Questo non impedì che Hán Hán venisse bocciato ancora in sette materie l'anno successivo, il secondo, fatto che lo convinse a abbandonare definitivamente la scuola.
Il suo primo romanzo pubblicato, Le tre porte, nasce direttamente dai testi inseriti nel suo blog personale; attinge alla biografia personale dell'autore, dal momento che il protagonista è uno studente del terzo anno di scuola media in una cittadina di provincia nei dintorni di Shanghai. Spietata satira del sistema educativo e scolastico cinese, con oltre 20 milioni di copie stampate Le tre porte diventa il maggiore successo di vendite di un libro di narrativa in Cina negli ultimi vent'anni.

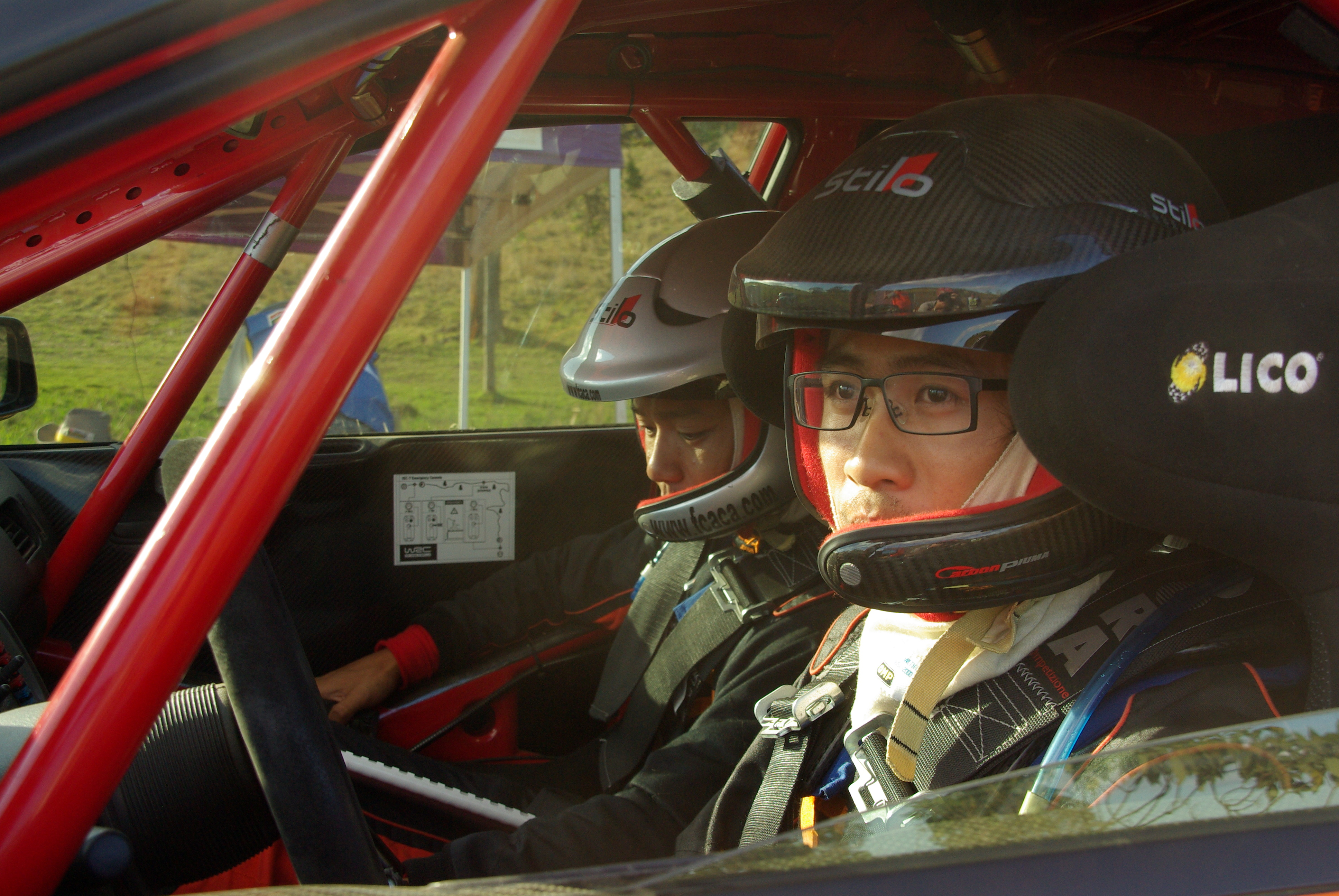
Han Han al WRC Repco Rally Australia, 2009

Nel 2003 Han Han diventa autista professionista di rally, impegno che ha mantenuto fino a oggi. Nel 2004 ottiene il suo primo posto nella Formula BMW Asia Qualifying Race (亚洲宝马方程式资格赛) e riceve una “borsa di studio” di 50.000 dollari USA.
Nel 2005 rifiuta il ruolo di attore protagonista in un film di Hollywood tratto da un romanzo di Xie Hang, Dismenorrea (痛经), le cui riprese sono previste in una città della Cina settentrionale; il soggetto è un amore proibito tra uno studente e la propria insegnante. L'anno seguente intraprende la via della musica; il 26 settembre 2006 pubblica un album intitolato R-18 (十八禁, vietato ai minori) per la Shanghai ToWing Culture Development Co., Ltd., molti testi delle canzoni sono di Han Han.
Nel 2007 corre per la Shanghai Volkswagen 333 Racing Team, vincendo il primo premio nella China Circuit Championship, categoria 1600 cc.
Il 1º maggio 2009 in un post sul blog, Han Han preannuncia la pubblicazione di una propria rivista e richiede espressamente l'invio di materiale, promettendo retribuzioni da 2 fino a 40 volte superiori allo standard dell'editoria cinese. Entro cinque giorni riceve 10.000 testi, anche di generi che aveva espressamente escluso (per esempio pornografia) La rivista, intitolata 独唱团 (Party), inizia infine le pubblicazioni nel 2010, con qualche mese di ritardo rispetto alla data prevista (agosto 2009) a causa di problemi con le restrizioni editoriali, probabilmente per la proclamata intenzione di pubblicare l'elenco degli attori cinematografici compresi nella lista nera. Tuttavia ne esce un solo numero, malgrado Han Han simetta in contatto con una decina di editori per salvarla.
Il 15 gennaio 2012 il blogger cinese Mai Tian accusa in un post che la maggior parte delle opere di Han Han è in realtà scritta da una squadra di ghostwriters; le sue argomentazioni sono basate sull'impossibilità di allenarsi come autista di rally e al tempo stesso scrivere in maniera professionale. Il giornalista scientifico Fang Zhouzi interviene il giorno successivo a suffragare la tesi sostenuta da Mai Tian. Dopo la risposta indignata di Han Han sul proprio blog, Mai Tian rimuove il post e il 18 gennaio rivolge scuse formali. Han Han denuncia invece Fang Zhouzi e un certo Lin Mingze, che avrebbe fornito il materiale al blogger. Qualche giorno dopo tuttavia ritira la querela contro quest'ultimo, e in una successiva intervista ammette che dietro lo pseudonimo Lin Minze si nasconde in realtà un suo amico.
L'11 giugno dello stesso anno Han han riesce a varare una rivista online, 一个 (Uno) con la redazione che aveva curato il numero unico di Party; sei mesi dopo esce anche l'app android.
Attualmente Han Han ha al suo attivo sei romanzi, due dei quali tradotti in italiano. Impegnato in numerose attività diverse, è pilota professionale di rally, scrittore, musicista, e risulta il blogger più seguito in Cina. Nel 2010 la rivista Time lo ha incluso tra le personalità più influenti al mondo.

## Opere letterarie
- Han Han, Le tre porte [三重门], Ed. Metropoli d'Asia, 2011  [2000], ISBN 978-88-96317-18-1.
- Han Han, Verso Nord unonoveottootto [1988：我想和这个世界谈谈], Ed. Metropoli d'Asia, 2012  [2000], ISBN 978-88-96317-37-2.

non tradotti in italiano
- 长安乱 (Rivolta a Chang'an)
- 一座城池 (Una fortezza)
- 光荣日 (Giorni di gloria)
- 他的国 (Il suo regno)

## Discografia
- R-18, ShangHai ToWing Culture Development Co. (2006):

1. 最好的事情 (Le cose migliori), Han Han (韩寒) / Chang Shilei (常石磊), 4:07
2. 私奔 (Fuga d'amore), Han Han / An Dong e Qi Fang (安栋、齐放), 3:30
3. 偶像 (Idolo), Han Han / Liu Tong (刘彤), 4:12
4. 春光 (Giorno di primavera), Han Han / Liu Tong, 4:10
5. 混世 (Oziando), Han Han / Liu Tong, 4:14
6. 空城计 (La strategia della fortezza vuota), Han Han / Wei Zhishu (未知数), 3:53
7. 最差的时光 (Il tempo peggiore), Han Han / Chang Shilei, 3:20
8. 无题 (Senza titolo), Han Han / An Yang e An Dong (宋阳、安栋), 4:01
9. 追梦人 (Sognatore), Lo Ta-yu (罗大佑) / Lo Ta-yu, 4:15
10. 我 (Io), Albert Leung (林夕) / Leslie Cheung (张国荣), 3:25

## Filmografia
- 后会无期 (Il continente), (2014)

## Risultati nel WRC
| 2009 | Scuderia               | Vettura                  |  |  |  |  |  |  |  |  |  |    |  |  |  |  |  |  | Punti | Pos. |
| ---- | ---------------------- | ------------------------ |  |  |  |  |  |  |  |  |  | -- |  |  |  |  |  |  | ----- | ---- |
| 2009 | Reece Jones Rallysport | Mitsubishi Lancer Evo IX |  |  |  |  |  |  |  |  |  | 22 |  |  |  |  |  |  | 0     |      |

| Legenda | 1º posto | 2º posto | 3º posto | A punti | Senza punti | Ritirato | Squalificato | NP=Non partito C=Gara cancellata | Apice=Power stage |